# Campo Número Diecisiete
Campo Número Diecisiete är en ort i Mexiko.   Den ligger i kommunen Cuauhtémoc och delstaten Chihuahua, i den nordvästra delen av landet, 1 300 km nordväst om huvudstaden Mexico City. Campo Número Diecisiete ligger 1 982 meter över havet och antalet invånare är 179.
Terrängen runt Campo Número Diecisiete är en högslätt. Runt Campo Número Diecisiete är det ganska glesbefolkat, med 43 invånare per kvadratkilometer. Närmaste större samhälle är Cuauhtémoc, 16,0 km söder om Campo Número Diecisiete.